# Крафтовое пивоварение

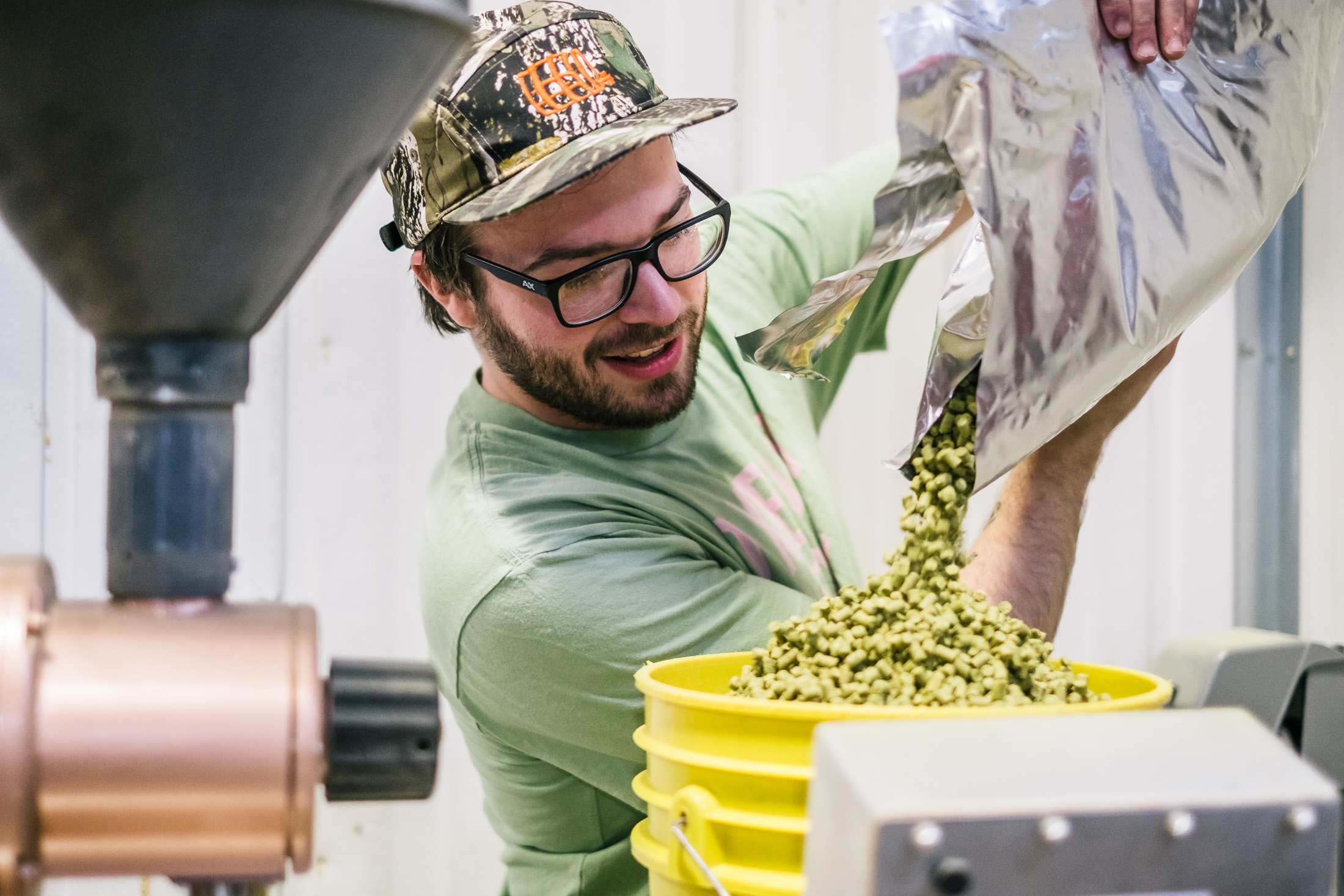
Крафтовая пивоварня в Портленде, Мэн

Кра́фтовое пивоваре́ние (англ. craft brewery, ремесленное пивоварение) — производство пива небольшими, независимыми компаниями (микропивоварнями), которые придерживаются индивидуальных, непромышленных рецептов, отмечаемое как самостоятельное направление в отрасли. Движение микропивоварения началось в США и Великобритании в 1970-х годах, хотя традиционное кустарное пивоварение существовало в Европе на протяжении веков и впоследствии распространилось в других странах.
Такие пивоварни, как правило, воспринимаются и рекламируются как делающие акцент на энтузиазме, новых вкусах и разнообразных технологиях пивоварения.
В отличие от домашнего пивоварения, данное направление предполагает приготовление продукта с целью сбыта.

## История
В середине XX века потребители пива в западных странах столкнулись с засильем стандартного лагерного пива, которое было наиболее выгодно крупным производителям (пивным корпорациям) ввиду индустриальности способа производства и стандартизации ассортимента. Со второй половины 1970-х годов начинается рост интереса любителей пива к изучению домашнего пивоварения. Эта тенденция привела к «крафтовой революции» — появлению множества небольших пивоварен, которые открывались настоящими любителями пива, хорошо разбиравшимися в сортах и способах производства этого напитка. В США создателей таких пивоварен вдохновляли пивные традиции Старого Света.

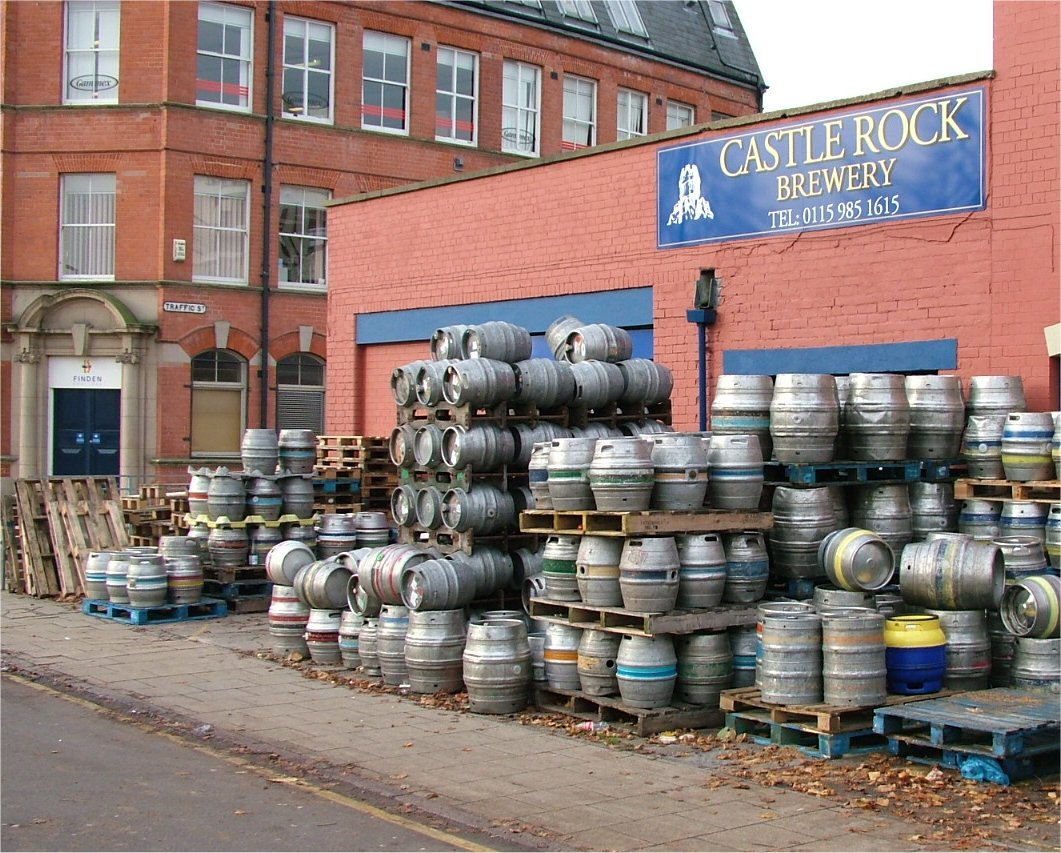
Пивные бочонки рядом с частной пивоварней в Ноттингеме

Впервые понятие микропивоварни выделено в Великобритании во второй половине 1970-х годов для обозначения нового поколения пивоварен, специализировавшихся на производстве традиционного бочкового эля. Первым примером успешной микропивоварни считается предприятие, основанное в 1975 году Биллом Урквартом (англ. Bill Urquhart) в деревне округа Уиллингбро (Нортгемптоншир). Небольшие микропивоварные фирмы показывали высокую гибкость предоставляемого ассортимента продукции, способность быстро учитывать меняющиеся пожелания клиентов, а также новаторство и экспериментаторство.
В 1980-х годах концепция перекочевала в США, где термином англ. microbrewery стали обозначать пивоварни, производившие не более 15 тыс. американских баррелей пива в год. Локомотивом любительского пивоварения на западном побережье США стал индийский пейл-эль (IPA), сваренный на основе инновационных сортов хмеля с интенсивным ароматом. Собственно термин «крафтовое пивоварение» был предложен в XXI веке Объединением американских пивоваров (англ. Brewers Association), определившим ремесленную пивоварню как «небольшое независимое заведение, которое производит пиво по традиционным рецептам».
Постепенно ремесленное пивоварение получило распространение во многих странах мира, но степень его проникновения различна: так, в Германии и в России по состоянию на 2010—2011 годы доля малых предприятий в продажах составила лишь 1 %, тогда как в США в 2018 году такие предприятия заняли около 18 % рынка пива. К 2019 доля крафтового пива в продажах в России составила 1,5 %.
По состоянию на 2021 год в России функционирует около 250 независимых крафтовых пивоварен.

## Определения

### Микропивоварня

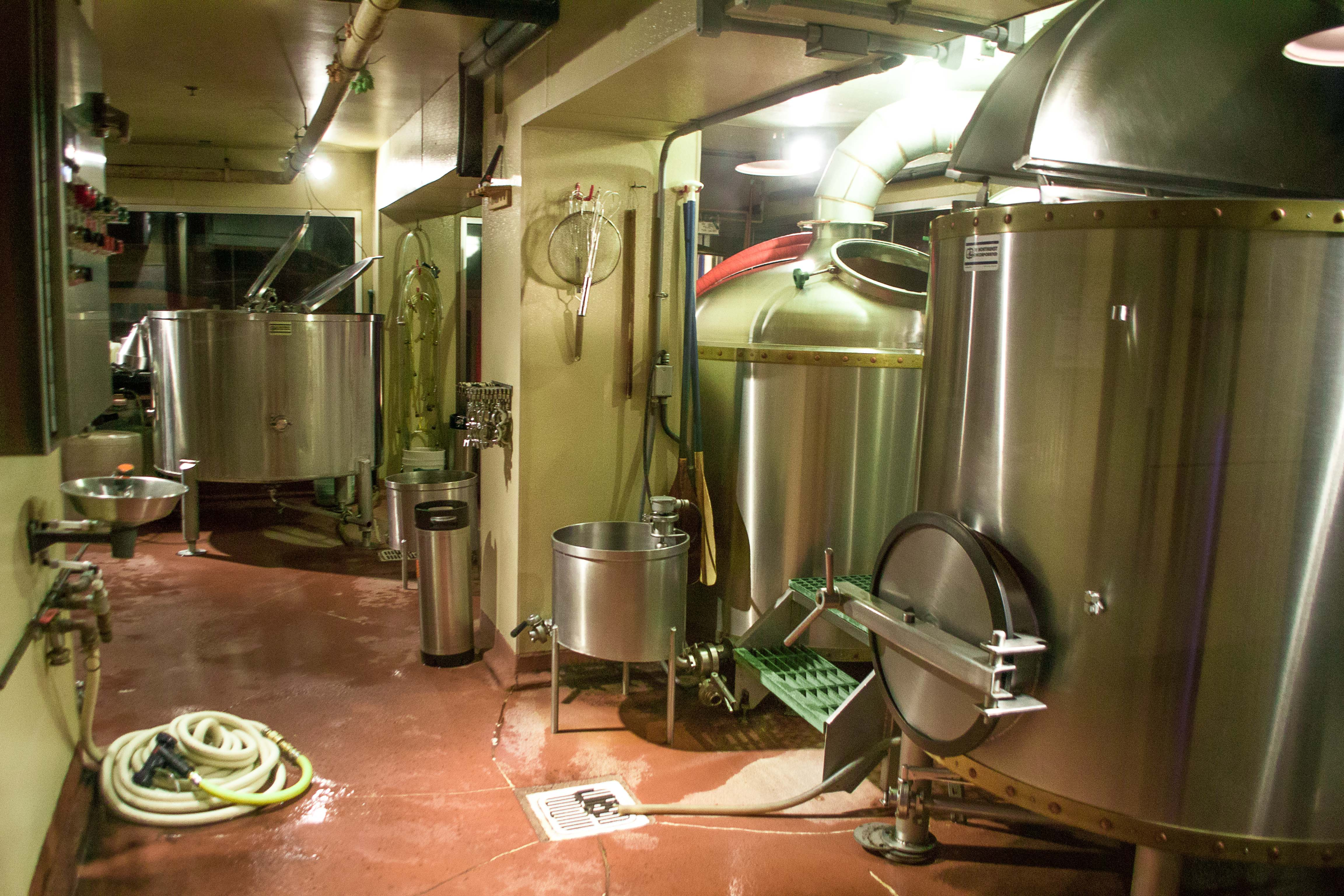
Внутри современной микропивоварни

Хотя термин «микропивоварня» изначально использовался по отношению к размеру пивоваренных заводов, постепенно он стал отражать альтернативное отношение и подход к пивоварению: гибкость, адаптивность, экспериментирование и обслуживание клиентов. Термин и тенденция распространились в США в 1980-х годах и в конечном итоге стали использоваться как обозначение пивоварен, которые производят менее 15 000 баррелей пива (1 800 000 литров; 460 000 галлонов) в год.
Микропивоварни постепенно появились и в других странах, например, в Новой Зеландии и Австралии. Крафтовое пиво и микропивоварни были названы причиной снижения продаж алкоголя в Новой Зеландии на 15 миллионов литров (4,0 миллиона американских галлонов) в 2012 году, поскольку новозеландцы предпочитают более дорогое пиво премиум-класса более дешёвым маркам.

### Нанопивоварня
Сайт The Food Section определяет «нанопивоварню» как «уменьшенную микропивоварню, часто управляемую индивидуальным предпринимателем, который производит пиво небольшими партиями». Министерство финансов США определяет нанопивоварни как «очень маленькие пивоварни», которые производят пиво на продажу.

### Крафтовая пивоварня
Крафтовая пивоварение — это более ёмкий термин, обозначающий развитие отрасли после микропивоваренного движения конца 20-го века. Определение не совсем единообразно, но обычно применяется к относительно небольшим, независимым коммерческим пивоварням, которые используют традиционные методы пивоварения и делают акцент на вкусе и качестве. Этот термин обычно применяется к пивоварням, созданным после 1970-х годов, но может использоваться и к более старым пивоварням с аналогичной направленностью.
Торговая группа Соединённых Штатов, «Ассоциация пивоваров» (англ. Brewers Association), заинтересованная в прозрачности бренда, предлагает определение крафтовых пивоварен как «небольших, независимых и традиционных». Под этим подразумевается, что:
- Пивоварня должна выпускать не более 6 млн баррелей пива (704 млн литров) в год;
- Предприятие должно на 75% и более принадлежать пивовару;
- Пивовар должен получить разрешение (англ. Brewer's Notice) от американского Бюро по налогам и продажам алкоголя и табака.[11]

Процесс ремесленного пивоварения занимает много времени и может рассматриваться пивоварами как искусство. В Великобритании инициатива «Уверенный независимый британский крафтовый пивовар» осуществляется «Обществом независимых пивоваров», которое гарантирует, что все пивоварни, использующие логотип Independent Craft Brewer, являются относительно небольшими, независимыми и варят качественное пиво.

### Фермерская пивоварня
Термин «фермерская пивоварня» существует уже несколько веков. Несколько стилей пива считаются «фермерскими», первоначально возникнув из-за того, что фермеры варили пиво с низким содержанием алкоголя в качестве стимула для полевых работников. Фермерские пивоварни не были крупномасштабными; у них были более мелкие и уникальные методы варки и брожения по сравнению с крупными пивоварнями того времени. Это по-разному влияло на общий продукт, создавая нетрадиционные вкусовые качества пива.
Термин «фермерская пивоварня» недавно вошёл в местные законы и государственные законы, чтобы предоставить фермерским пивоварням определённые, часто связанные с сельским хозяйством, привилегии, которые обычно не предусмотрены стандартными законами о пивоварении. За эти привилегии обычно приходится платить: некоторая часть ингредиентов (таких как зерно, хмель или фрукты), используемых в пиве, должна быть выращена на данной лицензированной фермерской пивоварне.

### Пивоваренный паб
«Пивоваренный паб» (англ. brewpub) — это термин, объединяющий идеи пивоварни и паба. Пивоварня может быть пабом или рестораном, который варит пиво на территории заведения. В США «Пивоваренный паб» определяется как заведение, продающее 25 и более процентов своего пива на месте и предоставляющее значительное количество услуг питания. «Тап-рум» (англ. taproom) — это профессиональная пивоварня, которая продаёт 25 и более процентов своего пива на месте и не оказывает значительных услуг питания. Пиво варится в основном для продажи в тап-руме и часто отпускается непосредственно из резервуаров пивоварни.
В Европейском Союзе в некоторых странах пивоварням благоприятствует система прогрессивной пошлины на пиво, которая зародилась в Баварии. В Великобритании пивоварни, производящие до 5 000 гектолитров пива в год (около 880 000 пинт), платят только половину обычной пошлины на пиво.

## Современное состояние

### Маркетинг
Микропивоварни приняли маркетинговую стратегию, которая отличается от стратегии крупных пивоваренных заводов массового спроса, предлагая продукцию, конкурирующую на основе качества и разнообразия, а не низкой цены и рекламы. Их влияние оказалось гораздо больше, чем их доля рынка, которая составляет всего 2 % в Великобритании, о чём свидетельствует вывод крупными коммерческими пивоварнями новых брендов для рынка крафтового пива. Однако, когда эта стратегия потерпела неудачу, корпоративные пивоварни инвестировали в микропивоварни или, во многих случаях, приобретали их целиком.

### Баночное пиво

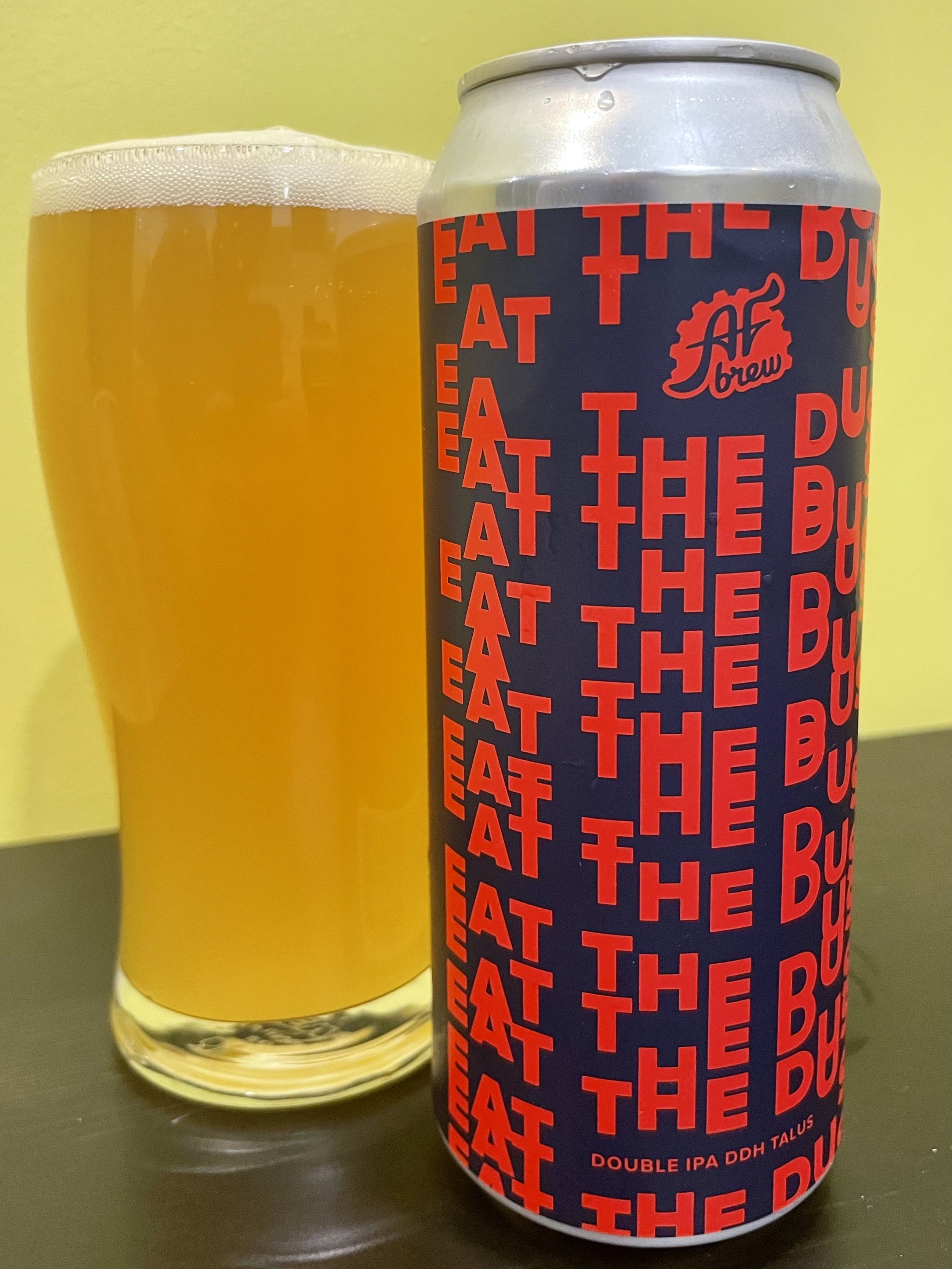
Баночное крафтовое пиво от AF Brew

В период с 2012 по 2014 год использование банок крафотовыми пивоварами удвоилось: более 500 компаний в США используют банки для упаковки своих напитков. Ранее ассоциировавшиеся с крупными пивоваренными корпорациями, банки теперь предпочитают ремесленные пивовары по многим причинам: банки непроницаемы для кислорода, а свет, разрушающий пиво, не влияет на консервированное в банку пиво, баночное пиво более мобильно, поскольку требуется меньше места для хранения или транспортировки, баночное пиво быстрее охлаждается, а банки имеют большую площадь поверхности для нанесения более заметной этикетки.
Мнение о том, что бутылки дают вкус, превосходящий баночное пиво, называют устаревшим, поскольку большинство алюминиевых банок покрыты полимерным покрытием, которое защищает пиво от металла. Однако, поскольку употребление пива непосредственно из банки все равно может привести к металлическому привкусу, большинство крафтовых пивоваров рекомендуют наливать пиво в бокал перед употреблением. В июне 2014 года, по оценкам «Ассоциации пивоваров», 3 % ремесленного пива продаётся в банках, 60 % — в бутылках, а оставшаяся часть рынка приходится на кеги.
В период с 2015 по 2020 год доля крафтового пива в баночной упаковке в Великобритании увеличилась почти в десять раз и достигла 4,9 %.

### Бочковое выдержанное пиво
Компания Goose Island впервые выпустила марку Bourbon County Stout в 1992 году, но в свободной продаже он появлялся только в 2005 году. Другие пивоварни стали следовать примеру Goose Island, обычно выдерживая насыщенные имперские стауты, такие как Founders KBS и The Bruery’s Black Tuesday. В 2018 году журнал Food and Drink написал: «Процесс, который когда-то был нишевым, стал не просто мейнстримом, а повсеместным». Кислые сорта пива, выдержанные в бочках, — более новая тенденция, вдохновлённая бельгийской традицией ламбиков и красных элей Фландрии.

## Крафтовое пивоварение в Великобритании

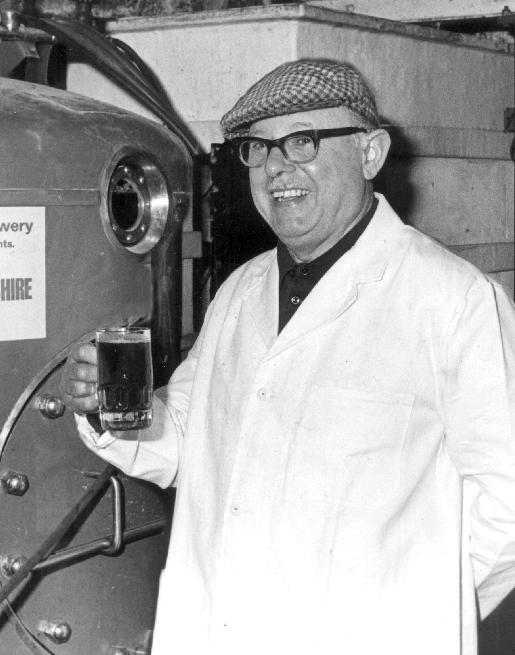
Билл Уркхарт в пивоварне Litchborough

Термин «микропивоварня» возник в Великобритании в конце 1970-х годов для обозначения нового поколения небольших пивоварен, которые сосредоточились на производстве традиционного бочкового эля независимо от крупных пивоваров или сетей пабов. В 1972 году Мартин Сайкс основал пивоварню Selby Brewery как первую новую независимую пивоваренную компанию за 50 лет. По его словам, «я предвидел возрождение настоящего эля и вошёл в него раньше». Другим ранним примером была пивоварня Litchborough, основанная Биллом Уркхартом в 1974 году. Наряду с коммерческим пивоварением, Litchborough предлагала курсы обучения и стажировки, и многие пионеры британского движения прошли через её курсы, прежде чем основать свои собственные пивоварни.

До появления крупных коммерческих пивоварен в Великобритании пиво варилось в помещениях, где оно продавалось. Пивовары выставляли знак — хмельной столб — чтобы показать, когда их пиво готово. Средневековые власти были больше заинтересованы в обеспечении надлежащего качества и крепости пива, чем в предотвращении пьянства. Постепенно мужчины стали заниматься пивоварением и объединяться в гильдии, такие как Гильдия пивоваров в Лондоне в 1342 году и Эдинбургское общество пивоваров в 1598 году; по мере того как пивоварение становилось все более организованным и надёжным, многие трактиры и таверны перестали варить пиво для себя и покупали его у этих первых коммерческих пивоварен.

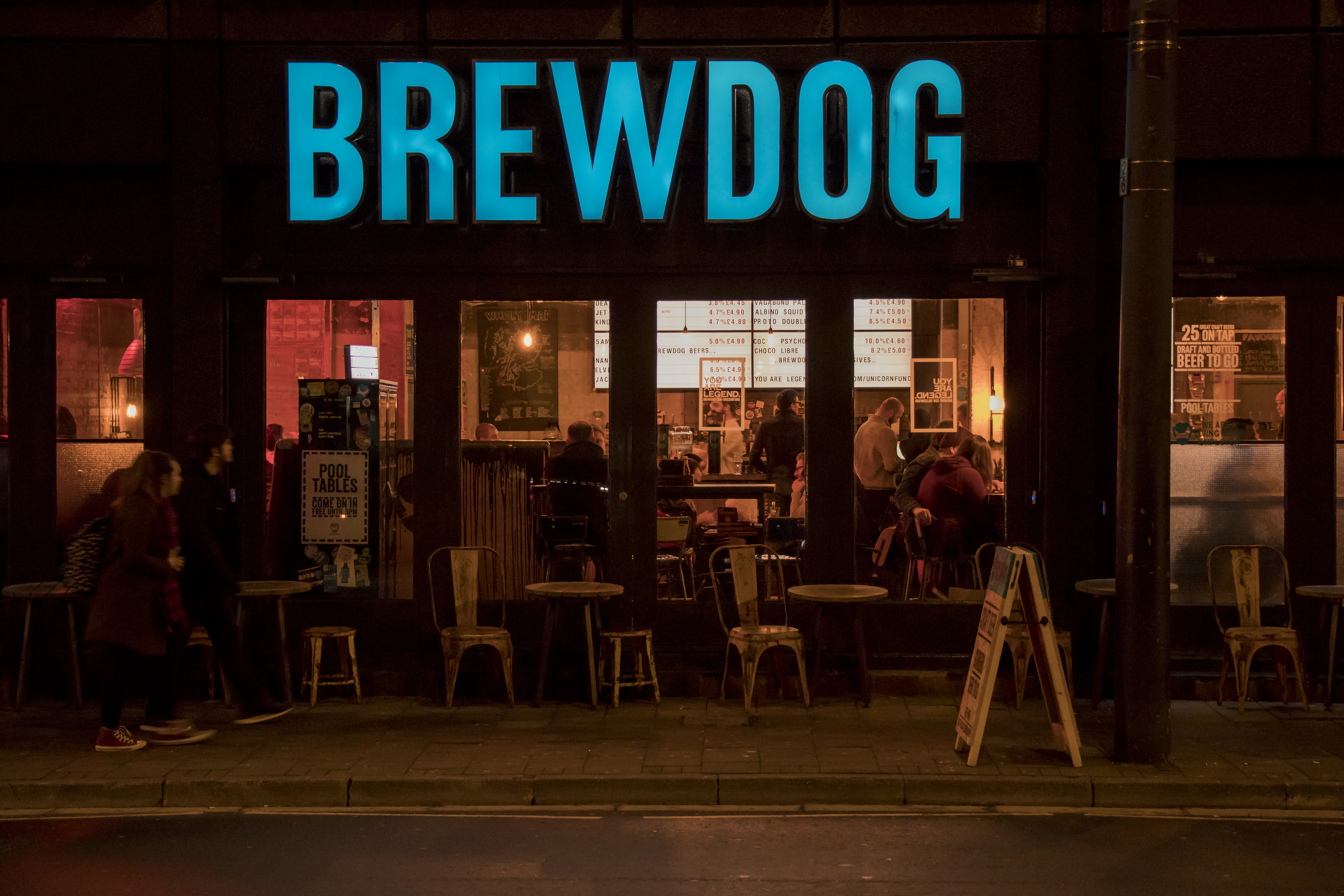
Бар BrewDog в Кардиффе, Уэльс

Однако были и такие пабы, которые продолжали варить собственное пиво, например, Blue Anchor в Хелстоне, Корнуолл, который был основан в 1400 году и считается старейшим пабом в Великобритании. В Великобритании в 20 веке большинство традиционных пабов, которые варили собственное пиво в пивоварне, расположенной в задней части паба, были выкуплены более крупными пивоваренными компаниями и перестали варить пиво на месте. К середине 1970-х годов их осталось всего четыре: All Nations (Мэдли, Шропшир), The Old Swan (Незертон, Уэст-Мидлендс), Three Tuns (Бишопс Касл, Шропшир) и паб Blue Anchor (Хелстон, Корнуолл).
Тенденция к созданию крупных пивоваренных компаний начала меняться в 1970-х годах, когда популярность кампании Campaign for Real Ale (CAMRA) в поддержку традиционных методов пивоварения и успех книги Майкла Джексона World Guide to Beer побудили пивоваров Великобритании, таких как Питер Остин, создавать свои собственные небольшие пивоварни или пивные пабы. В 1979 году в Великобритании появилась сеть пивоваренных пабов, известных как Firkin, число которых на пике своего развития достигло более ста; однако сеть была продана, и в конечном итоге её пабы перестали варить собственное пиво.
В Великобритании не существует чётких критериев определения «крафтового пива». В 2019 году CAMRA впервые разрешила продажу крафтового пива в кегах на своём фестивале Great British Beer Festival. Организатор фестиваля Кэтрин Тонри сказала: «Люди, приходящие на фестиваль, любят пиво во всех формах и видах». В 2019 году бренд Punk IPA от BrewDog был самым продаваемым крафтовым пивом в Великобритании.